# Batrachedra microdryas
Batrachedra microdryas là một loài bướm đêm thuộc họ Blastobasidae. Nó được tìm thấy ở Úc.